# 국민체조
국민체조(國民體操)는 대한민국 정부에서 1977년 3월부터 보급한 체조다. 음악과 구령에 맞추어서 한 12개 동작으로 이루어져 있다. 1977년 3월 "새 국민체조법 12가지"에 의해 각 기관, 특히 학교에 보급됐다. 한때 청소년체조로 대체되기도 했다.
총 96마디의 연주로 구성된 국민체조의 음악은  김희조가 작곡했으며 처음은 피아노 연주로만 구성이 됐지만
나중엔 재편곡을 하여 오케스트라의 연주로 다시 구성하여 내놓기도 했다.
표준 음악에 구령을 붙인 사람은 경희대학교 유근림(1932~2025) 교수다. 요즘은 학교에 국민 체조 대신 국민건강체조가 보급되고 있다. 그러나 일부 학교에서는 아직도 국민체조를 실시하고, 일부 중·고등학교의 체육 수행평가에 국민체조를 넣고 성적에 10점 반영하기도 한다. 도수체조처럼 "하나, 둘, 셋, 넷, 다섯, 여섯, 일곱, 여덟/둘, 둘, 셋, 넷, 다섯, 여섯, 일곱, 팔운동" 순으로 구령을 붙이는 경우도 있는 일련체조다.

## 동작
- 0 준비(제자리걷기)
- 1 숨쉬기(팔 앞으로들어 옆으로 내리기)
- 2 다리(무릎굽혀펴기)
- 3 팔(팔들어 흔들어 앞뒤로 휘돌리기)
- 4 목(목 휘돌기)
- 5 가슴(가슴 젖히기)
- 6 옆구리(몸 옆으로 좌우 굽혀펴기)
- 7 등배(몸 앞으로 굽히고 뒤로 젖히기)
- 8 몸통(몸통을 옆으로 돌려 틀기)
- 9 온몸(노젖기 또는 그물매기)
- 10 다리(뜀뛰기)
- 11 팔다리(팔 흔들며 무릎 굽혀펴고 한발들기)
- 12 숨고르기(팔들어 숨고르기)

## 같이 보기
- 새마을 운동
- 국민교육헌장
- 일련체조
- 국민건강체조
- 국군도수체조
- 통통체조
- 순덕이네체조